# Ala di Stura
Ala di Stura (arpità Ala) és un municipi italià, situat a la ciutat metropolitana de Torí, a la regió del Piemont. L'any 2007 tenia 477 habitants. Està situat a la Vall d'Ala (Valls de Lanzo), una de les Valls arpitanes del Piemont. Limita amb els municipis de Balme, Chialamberto, Ceres, Groscavallo, Lemie, Mezzenile

## Administració
| Període | Identitat            | Partit    |
| ------- | -------------------- | --------- |
| 2004-   | Gianpiero Alasonatti | La Svolta |